# Loum
Loum je město v Kamerunském regionu Littoral na cestě mezi městy Douala a Nkongsamba. Počet obyvatel města je 177 429.
Město se rozkládá na úpatí hory Kupe vysoké 2064 m.